# Mini Jakobsen
Jahn Ivar "Mini" Jakobsen (født 8. november 1965 i Gravdal, Norge) er en tidligere norsk fodboldspiller, der som kant/angriber på Norges landshold deltog ved to VM-slutrunder (1994 og 1998). I alt nåede han at spille 65 kampe og score elleve mål for landsholdet.
På klubplan spillede Mini i hjemlandet hos Bodø/Glimt og Rosenborg. Derudover havde han udlandsophold hos både BSC Young Boys i Schweiz, MSV Duisburg i Tyskland og Lierse i Belgien. Med Rosenborg var han med til at vinde hele syv norske mesterskaber.
Mini har efter sit karrierestop fungeret som ekspertkommentator til fodboldkampe på norsk tv. Han fik ikke overraskende sit kælenavn på grund af sin beskedne højde på 168 centimeter